# Svetovit

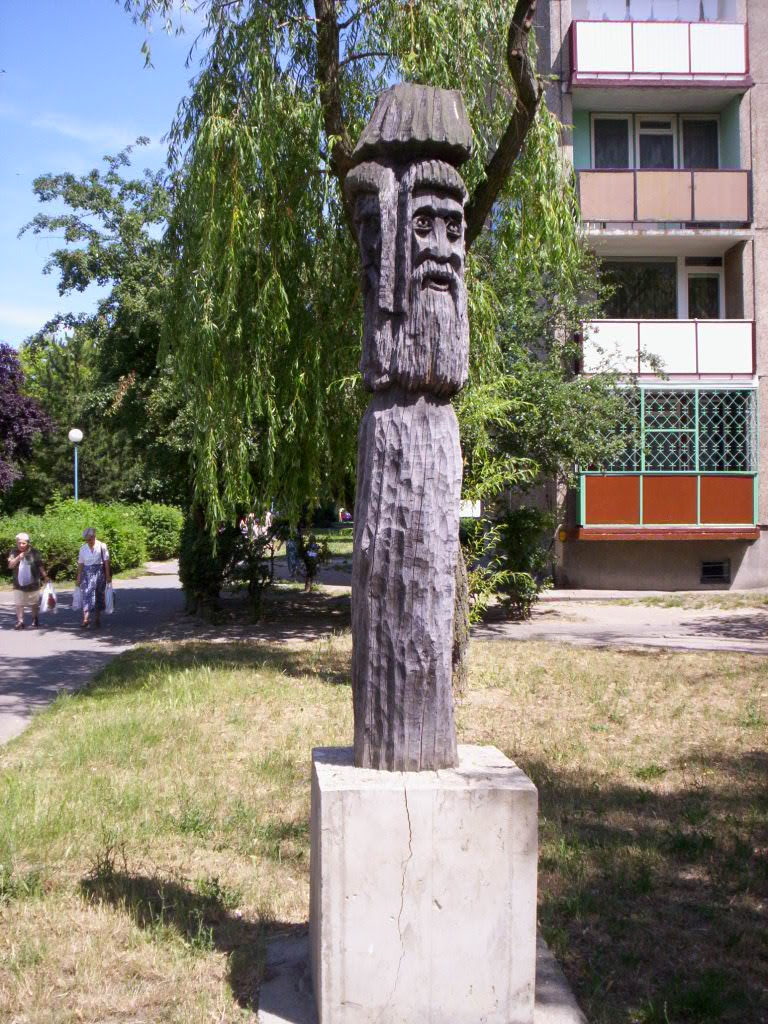
Statua di Svetovit a Głogów, Polonia

Svetovit (Świętowit, Svątevit, Svantovit, Svantevit, Svetovid, Zvanthevith, Sventevith, Sutvid, Vid) è il dio della guerra e del raccolto nella mitologia slava.
Il dio era venerato presso molte popolazioni slave, ma aveva un posto privilegiato nel pantheon delle tribù polabe che abitavano nell'isola di Rügen nell'odierna Germania. Il centro principale del suo culto era la città di Arkona dove, secondo le Gesta Danorum dello storico Saxo Grammaticus, si trovava un tempio dedicato a questa divinità. Al suo interno vi era un'enorme statua in legno che rappresentava Svetovit come una creatura antropomorfa con quattro volti. Nella mano sinistra teneva una spada o un arco. Nella mano destra teneva invece un corno dell'abbondanza, che il sacerdote riempiva di vino per predire il futuro durante una cerimonia annuale chiamata Libazione. Al dio veniva associato il cavallo bianco, che Sviatovit cavalcava durante le battaglie. Secondo alcuni, il sacerdote disponeva di un esercito di trecento cavalli bianchi e utilizzava questo animale durante le cerimonie nel tempio.

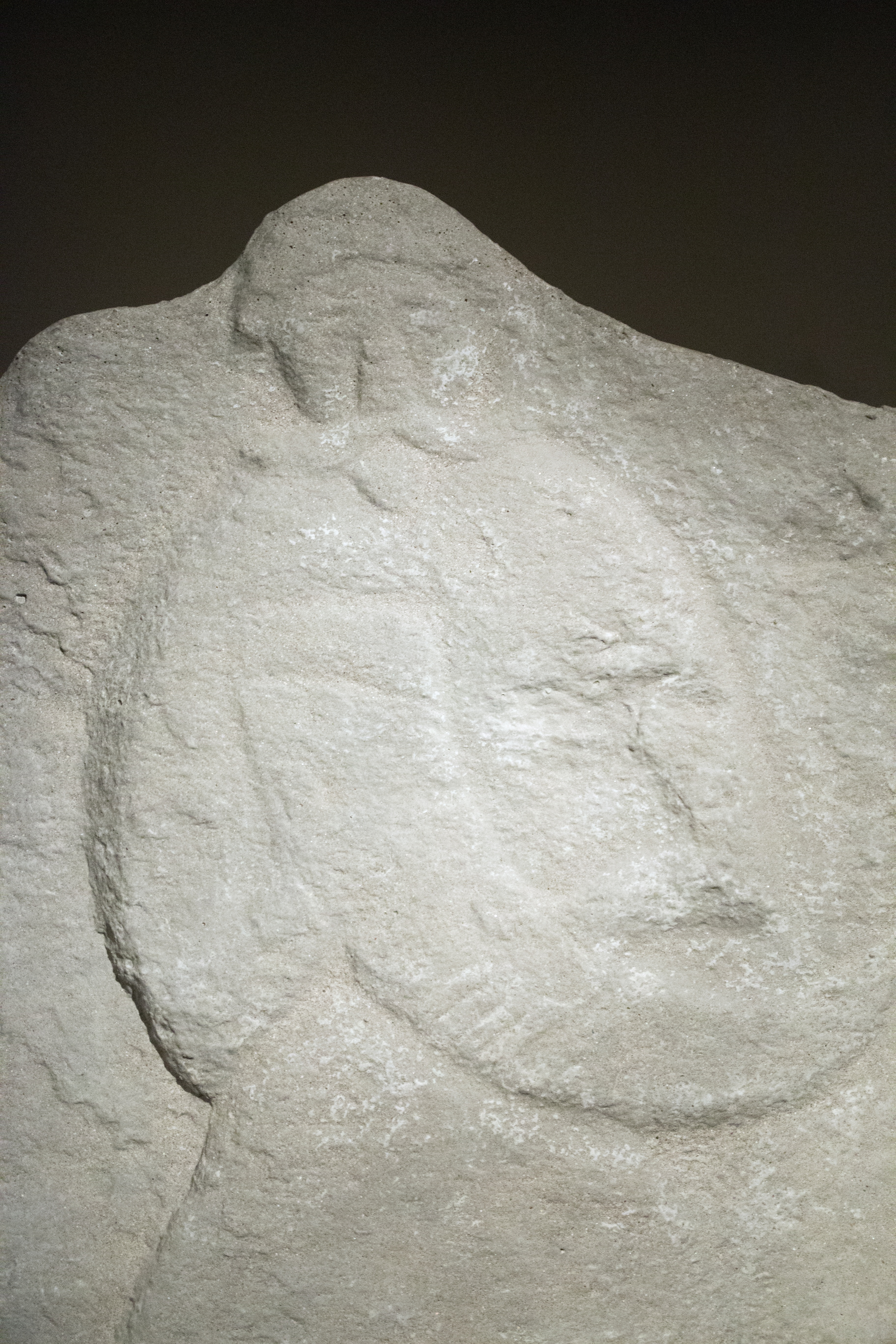
Rappresentazione di Svantovit del 1150-1200 d.C. rinvenuta su una parete della chiesa vecchia benedettina di Rügen, ora al museo di Reiss Engelhorn, Mannheim

La descrizione della statua di Arkona corrisponde a quella trovata nel 1848 a Zbruch in Polonia e che attualmente si trova nel Museo archeologico di Cracovia. Tracce del culto di Sviatovid si trovano anche presso gli slavi del sud. La vetta dell'isola di Brazza in Croazia si chiama Vidova gora (monte di san Vito). Presso i serbi il culto di Svetovit si è parzialmente preservato nella Festa di San Vito chiamata Vidovdan.
Secondo alcune teorie i quattro volti del dio rappresentano le stagioni dell'anno, secondo altre sono gli dei Perun, Svarog, Lada e Mokoš che riuniti insieme possono vedere in tutte le direzioni del mondo. Questo ha dato vita alla erronea etimologia del nome come Sviatovid o Światowid ("Colui che vede il mondo"), da svet (mondo) e vid (vista). La forma corretta del nome è però Svetovit (Signore Santo, Signore delle santa Potenza), da svętъ (santo, sacro) e vit (signore).
Altra pronuncia è Svetovid, usata dagli Slavi del sud, che letteralmente deriva da Svevid, colui che vede (to vid) tutto (sve), dovuta alla sua quadri-testa, simile del tutto a Triglav ("tre teste") sloveno il cui simbolo ricorre ancora tutt'oggi nella bandiera nazionale.
Brückner identifica questo dio con Svarożyc e Gieysztor con Perun. Probabilmente Sviatovit era il nome dato da alcune popolazioni slave, come i polabi, a una di queste due divinità.
In epoca cristiana viene associato a San Vito, divenendone una sua ipostasi.

## Voci correlate

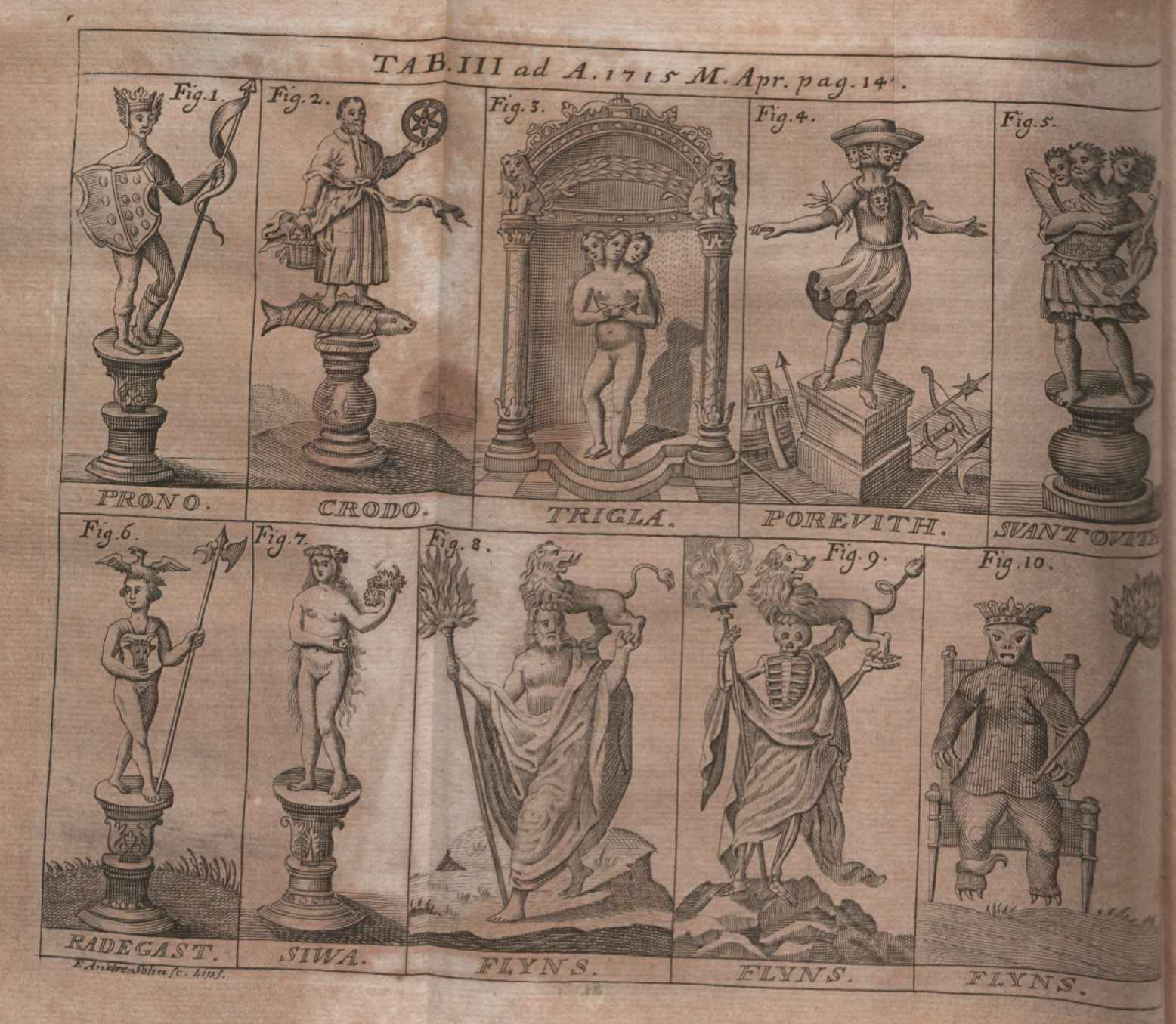
Fig. 5: Rappresentazione di Svetovit in una tavola pubblicata sugli Acta Eruditorum del 1715 ad illustrazione della recensione de Historia lusatica... di Samuel Grosser